# Минда, Алан
Алан Стив Минда Гарсия (исп. Alan Steve Minda García; род. 14 мая 2003, Эсмеральдас) — эквадорский футболист, полузащитник клуба «Индепендьенте дель Валье» и сборной Эквадора.

## Клубная карьера
Минда — воспитанник клуба «Индепендьенте дель Валье». 22 мая 2021 года в матче против «Гуаякиль Сити» он дебютировал в эквадорской Примере. 1 августа в поединке против «Макара» Алан забил свой первый гол за «Индепендьенте дель Валье». В своём дебютном сезоне Минда помог клубу выиграть чемпионат, а через год завоевал Кубок Эквадора.

## Международная карьера
В 2023 году в составе молодёжной сборной Эквадора Минда принял участие в молодёжном чемпионате Южной Америки в Колумбии. На турнире он сыграл в матчах против сборных Чили, Боливии, Бразилии, Колумбии, а также дважды против Венесуэлы и Уругвая.
В том же году Минда принял участие в молодёжном чемпионате мира в Аргентине. На турнире он сыграл в матчах против команд США, Фиджи и Южной Кореи. В поединке против фиджийцев Алан сделал «дубль».

## Достижения
«Индепендьенте дель Валье»
- Победитель эквадорской Примеры: 2021
- Обладатель Кубка Эквадора: 2022